# Scatopsciara radialis
Scatopsciara radialis là một ruồi trong họ Sciaridae, thuộc chi Scatopsciara. Loài này được Shaw miêu tả khoa học đầu tiên năm 1934.